# Limonin
Limonin ist ein kristalliner Feststoff und gehört zur Gruppe der Limonoide.

## Eigenschaften

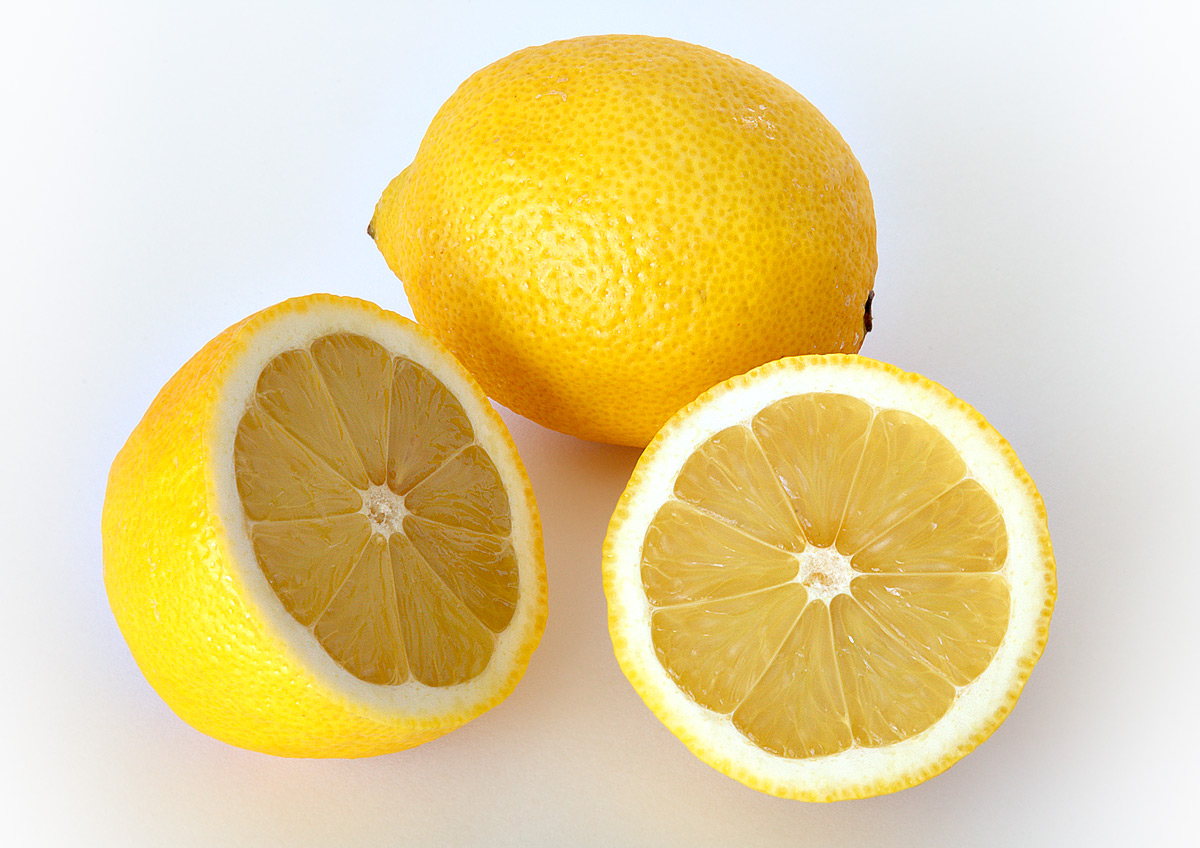
In den Kernen der Zitrone ist Limonin enthalten.

Limonin liegt bei Zimmertemperatur als farbloser kristalliner Feststoff vor. Charakteristisch ist der sehr bittere Geschmack. Der bittere Geschmack einer Limonin-Lösung ist wahrnehmbar ab einer Konzentration von 0,75 μmol·l−1. Bei gelinden Bedingungen ist es gegen Oxidationsmittel allgemein sehr resistent. Bei höheren Temperaturen verbrennt es vollständig.

## Vorkommen
Limonin kommt in der Natur in den Kernen zahlreicher Obstsorten vor, wie zum Beispiel Orangen-, Zitronen- oder Mandarinenkernen. Bei unreifen Früchten kann es auch außerhalb des Kerns im Fruchtfleisch vorkommen. Während des Reifeprozesses wird dieses Limonin zu Limoninglucosid umgesetzt, welches geschmacklich nicht wahrnehmbar ist. Befindet sich allerdings Limoninglucosid in Gegenwart von Vitamin B2 im Sonnenlicht, so zerfällt es zu Limonin, wodurch das limoninhaltige Getränk bitter schmeckt.

## Limonin in der Fruchtsaftherstellung
Unter den Eigenschaften wurde bereits der bittere Geschmack des Limonins thematisiert. Orangensaft kann beispielsweise eine Konzentration von bis zu 40 μg/g aufweisen. Der bittere Nachgeschmack kann bis zu einer Stunde nach Aufnahme im Mund spürbar sein. Diese hohe Konzentration tritt vor allem bei früh- bzw. unreifen Früchten auf. In der Industrie ist es daher relevant, überschüssiges Limonin zu extrahieren und somit die Säfte genießbarer zu machen. Die meisten Säfte weisen am Ende des Extraktionsprozesses eine Konzentration des Bitterstoffes von 4 bis 6 μg/g auf, was auch als Grenzwert von der USDA festgelegt wurde.

## Biologische Aktivität
In der aktuellen Forschung wird Limonin auch auf seine biologische Aktivität hin untersucht. So besitzt der Extrakt aus den Kernen der Früchte eine hemmende Wirkung auf den Retrovirus HIV-1, der bekanntlich die AIDS-Erkrankung hervorruft. Außerdem hat es ebenfalls eine hemmende Wirkung auf den Retrovirus HTLV-1.
Des Weiteren besitzt die Verbindung eine neuroprotektive Wirkung und mindert die Ausbreitung einer Darmkrebserkrankung. Außerdem wurde Limonin als Appetithemmer an Mäusen getestet.